# 维多利亚大学 (加拿大)
維多利亞大學（英語：University of Victoria，簡稱 UVic）位於加拿大英屬哥倫比亞省首府地區的沙尼治和橡樹灣的一所知名大學，離首府維多利亞市中心東北約6公里，是該省歷史第二悠久的公立大學。維多利亞大學在1963年正式成立，吸收建於1903年的維多利亞學院。維多利亞大學屬於綜合大學。

## 歷史
維多利亞大學的基礎為維多利亞學院，於1903年成立，原由魁北克省的麥基爾大學所指導，提供該大學文科和理科的一年級和二年級課程。期間，1908年通過的《英屬哥倫比亞省大學法令》將在省内提供高等教育的權力集中於卑詩大學，導致維多利亞學院從1915年到1920年間中止提供高等教育。隨後，由於教育需求的增長，維多利亞學院在1920年委託英屬哥倫比亞大學管理，維多利亞學院校園設於魁达洛古堡 （页面存档备份，存于），並最終在1963年獨立轉變為維多利亞大學。於1963年7月1日取得大學地位後，成為繼英屬哥倫比亞大學後英屬哥倫比亞省歷史第二悠久的大學。
維多利亞大學的代表顏色為紅、金和藍，吉祥物為維京人。該校的校訓分別是：「Let there be light（打破黑暗）」和「A multitude of the wise is the health of the world（普世智慧是世界發展的基礎）」。
維多利亞大學位於英屬哥倫比亞省的首府地區，除了孕育不少出色的加拿大政治家外，其法學院亦是加拿大司法界的搖籃; 維多利亞大學致力於環境保育以及婦權運動，加拿大綠黨的首位綠黨國會議員Blair Wilson （页面存档备份，存于） 以及不少省級綠黨活躍分子都在維多利亞大學畢業以及敎學。維多利亞大學的整體校園政策以及風氣深受環境保育，平權等理念影響;除了在學生會大樓內設立無性別廁所外，維多利亞大學校園實行北美地區中極嚴謹的可持續發展校園政策，例如校內拒絕引入大型連鎖式餐飲，國際著名的Starbucks及加拿大老牌連鎖咖啡店Tim Hortons絕跡大學校園。然而於2019年，Starbucks咖啡入駐UVic校園。

## 校園

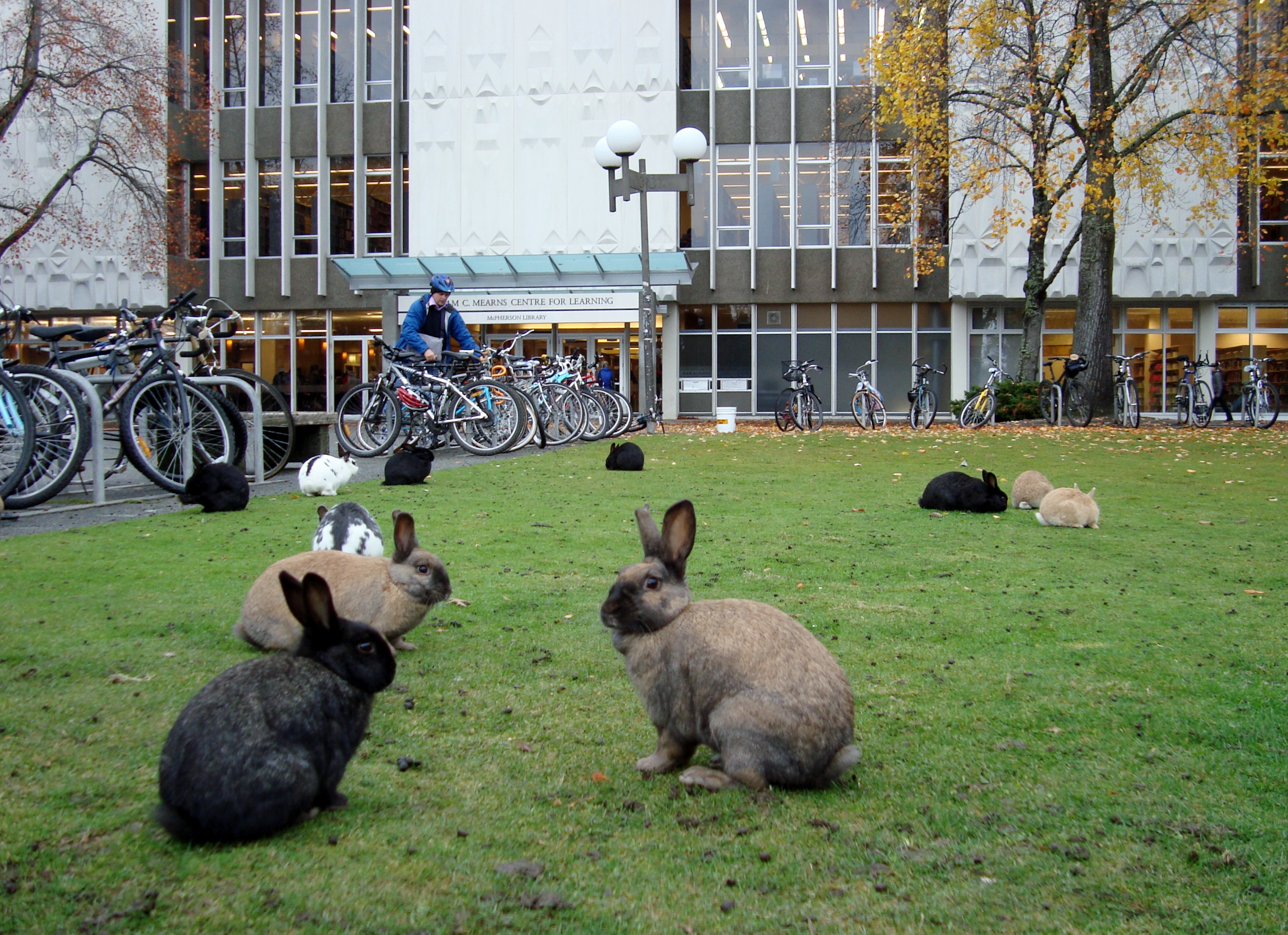
McPherson圖書館前的兔群，校园内全部兔子已于2011年春全部转移

維多利亞大學城設計出於美國三藩市知名建築師William Wurster （页面存档备份，存于）手筆，整個大學主校園的學院建築主要在一個大圓環內，而大圓環外圍則有學生會大樓，學生宿舍以及運動場等社區及交際場所設施。
維多利亞大學主校園佔地1.56 km2（163甲），位於大維多利亞地區的沙尼治區，並有少數土地位於橡樹灣區內。校区内有多个教学楼并向大约3200个学生提供住宿单位。维多利亚大学的校区与大自然融为一体，校园内有白尾鹿、松鼠等动物来回穿梭。
校园内的主要建筑物，多以前任已故校长以及维多利亚教育界已故名人命名：
- 行政服务楼

Administrative Services Building (ASB)
- Bob Wright中心 - 海洋，地球与大气科学楼

Bob Wright Centre - Ocean, Earth and Atmospheric Sciences (SCI)
- 商业与经济楼

Business and Economics Building (BEC)
- 校园服务楼

Campus Services Building (CSR) -
- Clearihue楼

Clearihue Building (CLE)
- Cornett楼

Cornett Building (COR)
- Cunningham楼

Cunningham Building (CUN)
- David F. Strong楼

David F. Strong Building (DSB)
- David Turpin楼

David Turpin (DTB)
- Elliott楼

Elliott Building (ELL)
- 工程/计算机楼

Engineering/Computer Science (ECS)
- 原住民屋

First Peoples House
- Fraser楼

Fraser Building (FRA)
- Halpern研究生中心

Halpern Centre for Graduate Students
- Hickman楼

Hickman Building (HHB)
- 人类和社会发展楼

Human and Social Development Building (HSD)
- Ian H. Stewart体育馆

Ian H. Stewart Complex (ISC)
- MacLaurin楼

MacLaurin Building
- McKinnon体育馆

McKinnon Building (MCK)
- McPherson图书馆

McPherson Library (LIB)
- 医学楼

Medical Sciences Building (MSB)
- Petch楼

Petch Building (PCH)
- 凤凰剧场

Phoenix Theatre (PNX)
- Sedgewick楼

Sedgewick Building (SED)
- 学生会楼

Student Union Building
- 大学中心

University Centre (UVC)
- CARSA運動中心

Centre for Athletics, Recreation and Special Abilities (CARSA)

### 宿舍
维多利亚大学共有20个宿舍分布在校区内，为三千多个学生提供住宿。学生可以选择单人房或双人房。单房一般为100-140平方尺而双房则为150-240平方尺；每层宿舍都会有一个公共厕所提供学生使用。每年费用（含餐饮费用）单人房为9536加元、双人房为8354加元（含餐饮费用）。

## 芬納蒂花園
芬納蒂花園(Finnerty Gardens)由維多利亞大學擁有及管理, 花園有超過4,000不同的樹木和灌木叢的花園擁有超過1,500杜鵑植物和杜鵑,佔地2.6公頃（6.5英畝），位於維多利亞大學的西南角, 全年免費入場。

## 學院、部門與分部
維多利亞大學共有10個學院與2個分部：
- 商學院（Faculty of Business）
- 教育學院（Faculty of Education）
- 工程與計算機科學學院（Faculty of Engineering and Computer Science）
- 藝術學院（Faculty of Fine Arts）
- 研究生學院（Faculty of Graduate Studies）
- 社會發展學院（Faculty of Human and Social Development）
- 人文學院（Faculty of Humanities）
- 法學院（Faculty of Law）
- 理學院（Faculty of Science）
  - 生化與微生物系（Department of Biochemistry and Microbiology）
  - 生物系（Department of Biology）
  - 化學系（Department of Chemistry）
  - 地球與海洋科學系（Department of Earth and Ocean Sciences）
  - 數學與統計系（Department of Mathematics and Statistics）
  - 物理與天文學系（Department of Physics and Astronomy）
- 科會科學院（Faculty of Social Sciences）
  - 人文學系（Department of Anthropology）
  - 經濟學系（Department of Economics）
  - 環境學系（Department of Environmental Studies）
  - 地理學系（Department of Geography）
  - 政治學系（Department of Political Science）
  - 心理學系（Department of Psychology）
  - 社會學系（Department of Sociology）
- 醫學部（Division of Medical Sciences）
- 持續進修部（Division of Continuing Studies）

## 溫哥華島醫學計劃
- 溫哥華島醫學計劃（Island Medical Program）在維多利亞大學進行，目標為提高溫哥華島的新晉醫生數目。計劃由維多利亞大學與英屬哥倫比亞大學合作進行，一年級部分課程於英屬哥倫比亞大學溫哥華校區進行。攻讀醫學物理（IMP）課程的醫學生學位由英屬哥倫比亞大學頒發並同時為英屬哥倫比亞大學醫學院醫科生，這些醫學生在維多利亞大學擁有附屬地位，即與所有維多利亞大學學生同樣能夠使用大學設施及服務。

## 排名

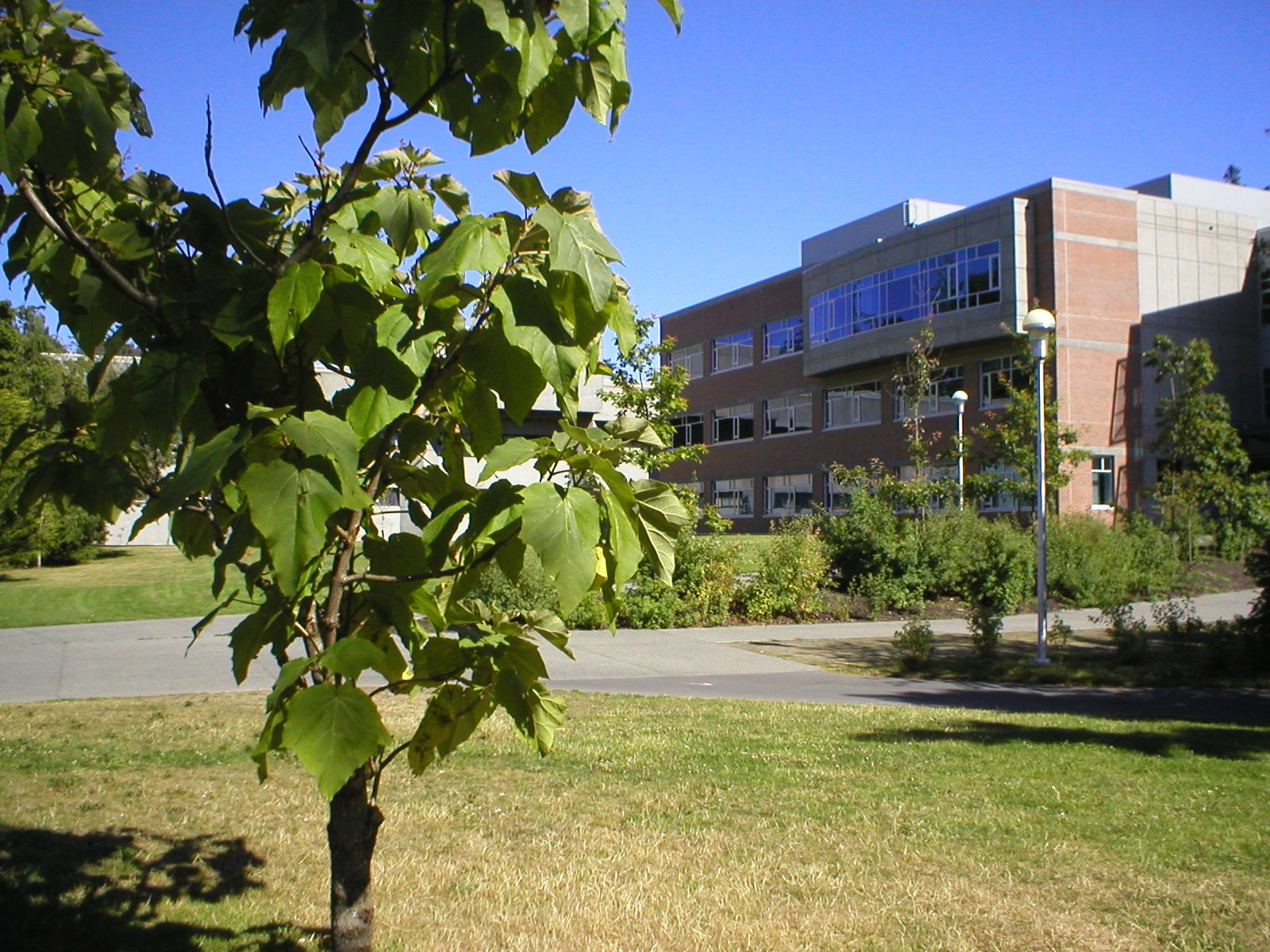
醫學大樓

加拿大的Maclean's杂志连续多年将维多利亚大学排在了"综合性大学排行榜"的前三名。在过去的幾年中，维多利亚大学法学院有8年被排在了 "法学院排行榜" 的首位。维多利亚大学是继不列颠哥伦比亚大学之后，不列颠哥伦比亚省第二大的科研中心，也是加拿大大学20强的其中一员。根据ScienceWatch的调查，2000年至2004年，维多利亚大学的地球科学课程名列全国第一，空间科学和教育课程位居第二而工程学和数学课程位列第三。在QS世界大學排名中，維多利亞大學位列世界第370名、加拿大第14名。泰晤士高等教育大學排名中位列世界第351-400名、加拿大第15-16名。世界大學學術排名中位列世界第301-400名、加拿大第13-18名。在美國新聞與世界報導中位列第世界301名、加拿大第11名。
根據加拿大《環球郵報》的報導，維多利亞大學是2010年加拿大最環保的雇主之一。

## 學生生活及校園文化
- 維多利亞大學學生會（The University of Victoria Students Society （页面存档备份，存于）), 創立於1921年，由維多利亞大學本科生組成，本部位於學生會大樓並為擁有數百萬加元資產規模的加拿大大學學生會之一，並為維多利亞大學學生提供服務及福利，例如自從1999年起維多利亞大學學生擁有U-Pass優惠證, 使學生能無限制的使用任何不列顛哥倫比亞省維多利亞首府區域運輸管理局的大眾運輸系統。
- 維多利亞大學研究生學生會（The University of Victoria Graduate Student Society），由維多利亞大學研究生組成，提供研究生餐廳服務，以及首府地區租車優惠服務等等。
- 維多利亞大學學生校園電台(CFUV-FM （页面存档备份，存于）), 電台設立於維多利亞大學城，並主要為大學城區提供廣播並受加拿大廣播電視及通訊委員會(Canadian Radio-television and Telecommunications Commission)監管，以大維多利亞區FM101.9進行廣播，覆蓋範圍由整個溫哥華島，大部分低陸平原地區以及美國華盛頓州西北部。
- 兄弟會姊妹會(Greek Life), 維多利亞大學至少存在四個活躍的兄弟會和姊妹會，包括Delta Kappa Epsilon （页面存档备份，存于）, Kappa Beta Gamma （页面存档备份，存于） , Alpha Chi Theta ,Phrateres （页面存档备份，存于），大部分為Social Frats, 社交会; 兄弟會和姊妹會屬於獨立組織，不受維多利亞大學學生會管理，各有不同招收成員的方式，亦有秘密結社成分存在。
- The Martlet （页面存档备份，存于）, 創建於1948年,是一份學生報紙，並在大維多利亞區發行，受維多利亞大學學生資助經費。
- 維多利亞大學擁有二十五個體育學會並由學生自行運作管理。

## 財政
- 維多利亞大學在2014/15年財政年度的合併營收為加幣$5.67億，其中有33％來自省政府、25％來自學費、13％來自聯邦政府、11％來自銷售、4％來自私人捐贈、10％來自投資收益和其餘的4％來自其它。[1]
- 维多利亚大学在2008/09年度中将其奖学金数量提高了70%，同年度维大向四分之一的新生提供了奖学金。硕士生及研究生共得到了约2千万加元的援助。[17]

## 人物

### 历任校长
|    | 姓名                 | 任期      |
| -- | -------------------- | --------- |
| 1  | W. Harry Hickman     | 1963-1964 |
| 2  | Malcolm G. Taylor    | 1964-1968 |
| 3  | Robert T. D. Wallace | 1968-1969 |
| 4  | Bruce J. Partridge   | 1969-1972 |
| 5  | Hugh E. Farquhar     | 1972-1974 |
| 6  | Stephen A. Jennings  | 1974      |
| 7  | Howard E. Petch      | 1975-1990 |
| 8  | David F. Strong      | 1990-2000 |
| 9  | David H. Turpin      | 2000-2013 |
| 10 | Jamie Cassels        | 2013-2020 |
| 11 | Kevin Hall           | 2020-     |

### 学校师生
- 教职员工：截至2016年2月，维多利亚大学共有教职人员4851名，其中院系教师879名（43%女性，57%男性），合同教授524名，专职人员1088名，行政人员2360名。
- 在校学生：2015/16年度，维多利亚大学共有学生21583名（含3446硕士及研究生）。
- 毕业校友：维多利亚大学共有校友95718名，其中约25000名校友居住在不列颠哥伦比亚省省会维多利亚，校友总数的81%居住在该省其余地区，其余4273名校友分别居住在108个国家之中[19]。

### 著名校友
- 卜佐治（George Abbott （页面存档备份，存于）），不列颠哥伦比亚省卫生部部长
- Ric Careless，不列颠哥伦比亚省著名环保人士
- Murray Coell，加拿大联邦国际贸易部部长（原不列颠哥伦比亚省先进教育部部长）
- 賀珀勵（Barbara Hall），原多伦多市市长(1994–1997). 加拿大勳章員佐勳銜
- 韓仕新（Colin Hansen），不列颠哥伦比亚省经济发展部部长
- 倫葛禮（Gary Lunn），加拿大联邦天然资源部部长
- Barry Penner，不列颠哥伦比亚省环境部部长
- 羅娜·安布羅斯 (Rona Ambrose), 保守黨署理黨魁. 官方反對黨領袖
- Dr. Andrew J. Weaver, 卑詩綠黨人, 世界級氣候學學者, 加拿大卑詩綠黨 （页面存档备份，存于）領袖,  不列顛哥倫比亞省省議會議員 (橡樹灣及哥頓頭選區)
- Sonia Furstenau, 卑詩綠黨人, 不列顛哥倫比亞省省議會議員
- Fin Donnelly, 新民主黨人，加拿大眾議院議員 (慕迪港及高貴林選區 （页面存档备份，存于）)
- Murray Coell, 卑詩自由黨人, 前不列顛哥倫比亞省省議會議員, 前沙尼治長官
- Rob Fleming, 卑詩新民主黨人, 不列顛哥倫比亞省省議會議員(維多利亞天鵝湖選區 （页面存档备份，存于）)
- Gary Lunn, 加拿大保守黨人,前加拿大联邦體育部部长 ,前加拿大眾議院議員(沙尼治及海灣群島選區 （页面存档备份，存于）)
- Judi Tyabji, 卑詩自由黨人, 前不列顛哥倫比亞省省議會議員 (奧肯拿根東選區)(1991-1996) , 紀錄上最年輕當選的省議會議員
- Barry Penner,QC, 卑詩自由黨人,前不列顛哥倫比亞省省議會議員 (智利域及希望鎮選區), 前西北太平洋經濟合作區(Pacific Northwest Economic Region)主席
- Lydia Hwitsun, 前加拿大第一民族首領 (考伊琴部落 （页面存档备份，存于）)
- Adrian Norfolk, 加拿大駐卡達大使
- Derrick John Haro （页面存档备份，存于）,加拿大外交官, 中東地區(伊拉克及伊朗)外交及經濟貿易關係事務專員(1990-1993)
- Rabbie Namaliu, 巴布亞紐幾內亞獨立國總理 (1988-1992)
- Andrew Petter,QC, 加拿大法學者, 西門菲莎大學校長
- Dr. Savitri Chandrasekhar，多伦多大学著名化学教授
- Lorna Marsden，约克大学前任校长
- 安德魯·J·韋弗 (Andrew J. Weaver), 氣候科學家, 古根漢獎學金自然科學類(美國及加拿大)獲獎人
- 馬克·希爾（Mark Hill）, 西捷航空(WestJet)創立人
- 史都華·巴特菲爾德 (Stewart Butterfield), Flickr以及Slack （页面存档备份，存于）的創立人
- Ryan Holmes, 網站和線上品牌管理服務提供商HootSuite的創立人
- Tamara Vrooman, 溫哥華都市信用聯盟 (Vancity （页面存档备份，存于）)總裁及執行長
- Richard Flury, 前BP(英國石油公司)執行長
- Aaron McArthur, 加拿大環球新聞卑詩省主播
- Kyle Christie, 加拿大CTV多倫多24小時新聞頻道CablePulse 24（CP24）主播
- W·P·金索拉( William Patrick "W. P." Kinsella), 獲授加拿大勳章及不列顛哥倫比亞省勳章, 加拿大作家, 電影夢幻成真原著創作人
- Erin Karpluk, 雙子座獎最佳戲劇女演員
- 徐婕兒，藝人
- 飛輪海-辰亦儒，藝人
- 趙又廷，藝人

### 著名敎職員
- 黎全恩教授（Professor David Chuenyan Lai），加拿大勳章員佐勳銜(Member of The Order of Canada) ，維多利亞大學地理系榮休教授，「加拿大唐人街之父」，最具影響力的百位卑詩華人（2006年《溫哥華太陽報》）。
- Harold Ernest Thomas Lawrence （页面存档备份，存于）(1920–1994),獲授優異服務十字勳章, 歷史學家, 研究第二世界大戰的學者, 加拿大皇家海軍指揮官(1939–1965)。

### 名譽學位
- 宋慶齡,LL.D. （榮譽法學博士學位），中國政治人物，中華人民共和國名譽主席；1981年5月8日，在中華人民共和國北京人民大會堂上，從校長Howard E. Petch手中接受由法學院授予的榮譽法學博士學位並發表講話，這亦是病重的宋慶齡臨終前最後一次的公眾活動

## 榮譽
- 2007年6月1日，小行星150145 UVic 以维多利亚大学命名。[20]